# سانتا نلا (کالیفرنیا)
سانتا نلا (به انگلیسی: Santa Nella) یک منطقهٔ مسکونی در ایالات متحده آمریکا است که در شهرستان مرسد، کالیفرنیا واقع شده‌است. سانتا نلا ۱۱٫۸۱۲ کیلومتر مربع مساحت و ۱٬۳۸۰ نفر جمعیت دارد و ۴۷ متر بالاتر از سطح دریا واقع شده‌است.